# Niederer Fläming
Niederer Fläming là một đô thị thuộc huyện Teltow-Fläming, bang Brandenburg, Đức. Đô thị Niederer Fläming có diện tích 185,36 km², dân số thời điểm 31 tháng 12 năm 2006 là 3507 người. 